# Edwin Charles Tubb
Pour les articles homonymes, voir Tubb.
Œuvres principales
- Le Navire étoile
- Série L'Aventurier des étoiles

Edwin Charles Tubb, né le 15 octobre 1919 à Londres en Angleterre, où il est mort le 10 septembre 2010 , est un écrivain britannique de science-fiction et western.

## Biographie
Edwin Charles Tubb fut vendeur de machines d'imprimerie, avant de devenir auteur de science-fiction et rédacteur en chef de revue dans les années 1950, sous son nom et plusieurs pseudonymes (Charles Grey, Gregory Kern …), 59 selon la BNF. Il est considéré comme un des auteurs importants de la science-fiction britannique classique de l'après-guerre et comme un des maîtres de la science-fiction mêlant action et réflexion.
Il est surtout connu pour sa saga L'Aventurier des étoiles dont les 33 volumes ont été publiés en français (Galaxie-Bis, Plon, Eons).
L'adaptation pour l'ORTF en 1962 de son roman Le Navire étoile a constitué le premier programme de science-fiction de l'histoire de la télévision française.
Un chapitre entier du livre collectif Space Opera ! (2009, Les Moutons Électriques, France) lui a été consacré, signé par Richard D. Nolane.

## Œuvres

### Romans
- Les Maîtres du hasard - Le Masque Science-fiction no 17
- Le Primitif - Futurama (Presses de la Cité) no 22, 1979
- Le Navire étoile (Star Ship puis The Star-Born), trad. Amélie Audiberti, (Fleuve Noir Collection Anticipation no 107), 1958 ou Objectif Pollux, trad. Georges Camici et Michel Averlant, (Éditions Ditis, coll. Science-Fiction no 163), 1960 ou Fils des étoiles Futurama (Presses de la Cité) no 8, 1977
- L'Autre Univers (Alien universe), sous le pseudonyme de Volsted Gridban, trad. Igor B. Maslowski, (Fleuve Noir Collection Anticipation no 50), 1955
- Série L'Aventurier des étoiles (Earl Dumarest)

### Nouvelles
- Evane (1973)